# Anyone Can Play Guitar
«Anyone Can Play Guitar» — пісня англійського рок-гурту Radiohead, випущена як другий сингл з їхнього дебютного альбому Pablo Honey (1993). Вона досягла 32 місця у чатрі Великої Британії.

## Трек-лист
UK CD
| #  | Назва                                  | Тривалість |
| -- | -------------------------------------- | ---------- |
| 1. | «Anyone Can Play Guitar (single edit)» | 3:21       |
| 2. | «Faithless, the Wonder Boy»            | 4:14       |
| 3. | «Coke Babies»                          | 2:58       |

## Персоналії
Radiohead
- Том Йорк — вокал, гітара, tape loops
- Колін Ґрінвуд — бас гітара
- Джонні Ґрінвуд — гітара
- Ед О'Браєн — гітара, бек-вокал
- Філ Селвей — барабани